# Кинг, Джон Пол
Джон Пол Кинг (род. 21 октября 1941, Нью-Мексико) — американский специалист в области коучинга, основатель консультационной фирмы The Cultural Architecture, один из соавторов бестселлеров Tribal Leadership и The Coaching Revolution, мотивационный оратор. Обладатель Award of Excellence in Leadership Trainings от American Society for Training & Development (2000).

## Биография
В 19 лет Джон прочитал культовую книгу «В дороге» Джека Керуака, взял 500 долларов и уехал путешествовать автостопом по Европе. Он провёл несколько месяцев в Англии, затем во Франции и Испании, которая очаровала его. За 8 месяцев скитаний по Европе и Северной Африке Джон пристрастился к танцам. Когда деньги закончились, Джон Кинг вернулся в США, отслужил в армии и женился.
Любовь к танцам привела его к карьере профессионального танцора бальных танцев, за время которой он вместе со своей сестрой  Сисси четырежды (1960—1963) побеждал на чемпионате США по бальным танцам. Когда Джон достиг возрастного ценза для профессиональных выступлений, он некоторое время работал тренером и хореографом.
Вскоре Кинга пригласила к сотрудничеству Ширли МакЛейн — звезда Голливуда и обладательница «Золотого глобуса» за роль в комедийном детективе «Неприятности с Гарри» Альфреда Хичкока и Оскара за «И подбежали они». Актриса считала Джона талантливым и харизматичным человеком и предложила ему работу менеджера своих шоу на Бродвее. Он стал продюсировать и режиссировать постановки, а также писать сценарии. Карьера в шоу-бизнесе, казалось, была многообещающей. В этот период жизни Джон многому научился. Работа продюсером в условиях немыслимой конкуренции — задача чрезвычайно сложная и ответственная. 
Однако Джон искал иного. Он уже был дважды в разводе, с ним не общалась любимая дочь, он чувствовал, что своим образом жизни сильно подрывает здоровье и душевное равновесие. 

«Одна сторона шоу-бизнеса — слава, деньги, аплодисменты; другая — алкоголь, наркотики, бесконечные вечеринки, недосып, суета, грязь и опустошение»— Джон Кинг
Однажды решение стало очевидным — в 43 года Джон уходит из шоу-бизнеса.  Джон порвал старые связи и долго искал работу, пока не попал в компанию, которая занималась трансформационными тренингами.
Поначалу он был просто на подхвате и сам учился различным техникам. Через пять лет он уже смог сам вести тренинги и семинары. Джон считает, что обязан успеху в трансформации своему бывшему боссу и учителю Джерому Даунсу. 

"Однажды Джером подозвал меня и сказал: «Ты талантливый и работоспособный человек, но у тебя гнилой взгляд на самого себя. Попробуй жить как бы в моей роли три месяца и посмотри, как пойдет». Я так и поступил, откуда впоследствии и вывел пять ступеней ощущения лидера или личности — «Жизнь — хлам», «Моя жизнь — хлам», «Я крут», «Мы прекрасны», «Жизнь прекрасна»— Джон Кинг
Второй наставник, которого часто вспоминает Джон Кинг, Уорнер Эрхард. Эти люди на заработанные тренингами средства занимались благотворительностью, что было близко Джону. 

## Работа в консалтинге
В 80-е годы, когда Кинг начал преподавать и консультировать компании, — его идеи были слишком революционными. Они состояли в том, что невозможно изменить стратегию в компании, не изменив культуру. Если не понять людей, не понять их состояние, мотивы, взаимоотношения, невозможно настроить оркестр, от согласованности которого зависит реализация любой стратегии. На этой волне Джон в соавторстве с Дэвидом Логаном написал свою первую книгу The Coaching Revolution («Революция в коучинге»). На момент её написания (2004) понятие «коучинг» ещё в новинку для многих. В течение многих лет Джону приходилось экспериментировать и доказывать клиентам действенность своих подходов.
Первая индивидуальная работа Джона по созданию более адаптивной культуры была проведена в медицинском центре Сидар-Синай. Список клиентов Джона постепенно становился все более впечатляющим. Он работал с компаниями из списка Fortune, лидерами организаций и государственными деятелями. В списке клиентов - крупнейшие компании США:  Intel, Southern California Edison, CB Richard Ellis, Amgen, American Express. 
В течение десяти лет Джон консультировал компании CBRE Group, тренируя брокеров, работал корпоративным тренером в Colliers International - одной из крупнейших компаний в мире по недвижимости. Многолетнее сотрудничество с Zappos привело к созданию 60 кейсов, широко применяемых компанией и в настоящее время. 
Джон регулярно читает лекции и проводит коллоквиумы в Школа бизнеса Маршалла в Университете Южной Калифорнии, Бизнес колледж Эллера при Университете Аризоны. Ежегодно деканы этих факультетов приглашают Джона для создания программ по направлениям лидерства и стратегии. Среди слушателей программ: студенты-бакалавры, слушатели MBA, аспирантуры и взрослые профессионалы. Например, в рамках программ по лидерству Университета Аризоны слушателями Джона Кинга становились официальные лица штата, включая должности, эквивалентные министру МЧС, здравоохранения, энергетики и другие. 
Не так давно Джон стал одним из приглашенных тренеров программ SIBF (Международный Бизнес Фонд) по развитию лидеров в различных регионах — Евразия (CELA), Юго-восточная Азия (SEALA), Ближний Восток (MELA). CELA работает уже 10 лет, из которых Джон преподает в течение 4 лет, MELA работает 4 года, в течение которых Джон постоянно сотрудничает с программой, а SEALA была организована в 2013 году, и Джон сразу присоединился к программе. Программы рассчитаны на взрослых людей, которые стремятся усовершенствовать себя как лидеры и улучшить ситуацию в своих организациях.

### Командное превосходство (Tribal Leadership)
Вторая книга в соавторстве с Дэвидом Логаном и Хали Фишер-Райт — Tribal Leadership (Командное превосходство) — принесла Джону особый успех. В 2011 году книга три недели  держала  первую позицию в рейтинге бестселлеров Нью-Йорк Таймс. На Амазоне книга входит в 100 наиболее продаваемых бизнес пособий. Фил Джексон — тренер Майкла Джордана — применяет принципы Кинга для организации командой игры. В своей книге «11 колец» он неоднократно ссылается на книгу Джона, как на лучшее бизнес пособие по организации культуры в компании. Книга получила много отзывов известных персон делового сообщества США и прессы.
На базе восьми лет исследований более чем 24000 человек, работающих в крупных корпорациях, авторы выработали способ, каким лидеры организаций могут оценить структуру своей команды с точки зрения племенной культуры. Шкала оценки включает пять стадий организации. Авторы также раскрывают конкретные инструменты, которыми можно улучшить эффективность коллектива, используя подходы «племенного превосходства».